# Ice Cream Cake
"Ice Cream Cake"는 대한민국 걸 그룹 레드벨벳의 EP Ice Cream Cake에 나온 타이틀곡이다. 주로 드럼 앤드 베이스의 영향을 받은 댄스 팝인 이 노래는 조윤경과 김동현이 작사했으며, 프로듀싱과 연주는 트리니티 뮤직과 헤일리 에이트켄이 맡았다. Automatic이 발표된 이후, 이 노래는 레드벨벳의 두 번째 싱글로 EP에서 2015년 3월 15일 발매되었고, 뮤직비디오와 동시에 공개되었다. 이 노래는 2014년 데뷔곡인 "행복 (Happiness)"에 뒤이어 "Red" 컨셉으로 나온 두 번째 싱글이다.
Ice Cream Cake는 "중독적"이고 "예측할 수 없는" 팝의 감염성이라 불렸고, 레드벨벳의 잠재력을 언급하며 음악 비평가들에게 중요한 찬사를 받았다. 상업적으로도 성공을 거두어 레드벨벳의 돌파구가 되었고 두 번째로 5연속 히트곡이 되었으며, 가온 디지털 차트에서 4위를, 빌보드 세계 디지털곡 차트에서 3위를 차지했다.

## 배경 및 음반 발매
"Be Natural"에 대한 프로모션을 끝낸 후, 레드벨벳이 주요 발매 음반을 통해 돌아온다는 선언이 있었다. 공식적인 컴백 선언 이전에, 레드벨벳은 2015년 2월 SM 루키즈의 예리와 함께 팜데일 교외의 사막에서 찍은 뮤직비디오 일부를 공개했다. 당시 곡 제목이 "금발 소녀"라는 루머가 돌았다. 2015년 3월 11일 SM 엔터테인먼트는 공식적으로 유튜브 채널을 통해 새로운 레드벨벳의 멤버로 예리를 소개했고, 아이린과 조이의 티저 이미지를 공개했다. 같은 날, 그들은 레드벨벳의 첫 앨범 제목이 Ice Cream Cake이 될 것이며 2015년 3월 18일 발매될 것이라고 이야기했다. "Ice Cream Cake"의 공식 뮤직비디오는 was then 3월 15일 SMTOWN 공식 채널에 업로드되었으며, 2015년 3월 17일 디지털 음반으로 발매되었다.

## 구성
"Ice Cream Cake"은 헤일리 에이트켄과 프로듀싱 팀 트리니티 뮤직이 프로듀싱을 맡았다. 트리니티 뮤직은 세바스티안 루덴부르크, 프레드리크 하그스탬과 요한 구스타프슨으로 구성된 팀이었다. 2012년 12월, 21초의 데모 버전 노래가 스웨덴 TV 쇼 코브라에 나와 루덴부르크, 하그스템, 구스타프슨이 영어로 불리는 데모 버전 곡들을 작업하는 과정을 보여주었다. SM 엔터테인먼트에서 곡을 구입한 이후, 곡의 가사는 조윤경과 김동현이 한국어로 다시 만들었다.
음악적으로, 이 곡은 풍선껌 터지는 소리와 드럼 앤 베이스에 영향을 받은 댄스팝 곡으로, 레드벨벳의 "Red"를 표현했다. 곡은 분당 172비트의 템포로 작곡되었으며, 가장조이다. 추가적으로, 뮤직박스의 노래와 동반되는 곡의 도입부에서는 으시시한 합창도 포함되어 있다. 가사는 그녀의 남자친구에게 끌리는 소녀의 기쁨을 말하고 있으며, 아이스크림 케익을 소녀의 기분에 비유했다. 2가지 다른 버전의 리믹스 곡이 레드벨벳의 프로모션을 위해 제작되었다. 한 곡은  댄스브레이크 부분을 추가한 것이고, KBS 뮤직뱅크 스페셜에서 공연했다. 다른 한 곡은 두번째 구절과 합창 부분을 삭제한 곡으로 2015년 MBC 연예대상 뮤직페스티벌에서 공연했다.

## 뮤직비디오와 프로모션
"Ice Cream Cake"의 뮤직비디오는 2015년 2월 팜데일 교외의 사막에서 촬영했다. 김우제 감독이 촬영을 맡았으며, 그는 레드벨벳의 데뷔곡인 "행복 (Happiness)"의 뮤직비디오 촬영을 맡기도 했었다. 버려진 모텔을 중심으로 뮤직비디오는 레드벨벳 멤버 5명이 춤추고 노래하는 모습을 담아냈으며, 멤버들이 사막에서 다채로운 색의 의상을 입고 아이스크림을 먹고 아이스 커피를 마시는 모습도 보여주었다. 몇몇 장면에서는 멤버들이 도로를 따라 달리며 커다란 분홍색 공에 쫓기고 있다. 곡의 안무는 안무가 카일 하나가미가 맡았으며, 2014년 "Be Natural"의 안무를 맡기도 했다. 뮤직비디오는 2015년 3월 15일 SMTOWN 공식 채널에 업로드되었으며, 3월에 미국과 세계에서 가장 많이 시청한 K-pop 비디오가 되었다. 현재까지 이 노래의 뮤직비디오는 1.1억 이상의 조회 수를 기록했으며, 2015년 "Dumb Dumb" (2015)과 2016년 "Russian Roulette"의 뮤직비디오에 이어 3위를 기록했다.
노래의 프로모션은 2015년 3월 17일 Ice Cream TV를 통해 시작되었으며, 레드벨벳은 여기서 라이브로 노래를 공연했으며 그들의 EP를 프로모트했다. 이 영상은 네이버 뮤직을 통해 스트리밍되었으며 샤이니의 민호가 호스트로 초청되었다. 디지털 발매 이후 이틀 뒤, 그들은 엠카운트다운에서 처음으로 "Ice Cream Cake"을 생방송으로 공연했고 3월 20일 뮤직뱅크에서 공연을 이어갔으며 3월 22일 인기가요에서 Automatic"의 짧은 버전과 Ice Cream Cake을 동시에 공연했다. 1주일 후, 레드벨벳은 뮤직뱅크에서 다시 공연해 공식 데뷔 이후 처음으로 음악방송 1위로 트로피를 수상했다. 그들은 이후 2015년의 상반기 동안 음악 방송과 라디오 방송에서 노래를 계속 공연했고 2016년 2월 17일 제5회 가온차트 뮤직 어워드에소 "올해의 핫 퍼포먼스"를 수상했다. 국내 프로모션 이후, 레드벨벳은 처음으로 "Ice Cream Cake"의 해외 공연을 했고, 대만에서 열린 SMTOWN 콘서트에서 5명의 멤버들이 모두 나와 공연을 마쳤다.

## 비평
초기 발매 이후, "Ice Cream Cake"은 f(x)의 노래와 비슷한 수준이라는 평가를 들었고, 여러 음악 비평가들로부터 중요한 찬사를 받았다. 빌보드의 제프 벤자민은 노래에 대해 "펑키하고 달달한 감염성 있는 노래"라고 칭찬했으며, IZM의 김도현은 노래가 f(x)의 음악성을 가지고 있지만, "처음으로 레드벨벳"이라는 "정체성"을 확보했다고 말했다 스핀지의 제이콥 도로프는 "Ice Cream Cake"을 "예측할 수 없는 만큼 예상할 수 없는 선물이지만 전반적으로 부드럽게 흘러갔다"라고 말했다. KpopStarz의 제시 렌트는 노래가 "매우 매력적이며" 새롭게 빛나는 팝송을 원하는 이들에게 아주 흥미로운 움직임을 전달한다고 말했다. 작곡가 첼사는 "놀랄 정도로 시선을 잡고", "머릿속에 각인될 노래"라고 칭했으며, Hellokpop의 정배는 2015년 최고의 댄스 및 전자곡으로 이 노래를 선정했다.